# Звёздные короли
«Звёздные короли» (англ. The Star Kings) — роман Эдмонда Гамильтона, впервые опубликованный в сентябре 1947 года в журнале «Amazing Stories». Роман написан в жанре «космической оперы».

## Сюжет
Джон Гордон, клерк страховой компании, водивший в войну тяжёлый бомбардировщик, скучает по приключениям. Он слышит ночью мысленный призыв из далёкого будущего. К нему обращается учёный Зарт Арн, предлагая обменяться сознаниями, чтобы исследовать двадцатый век. Гордон соглашается и оказывается в теле Зарта Арна на Земле через 200 тысяч лет. Гордон узнаёт, что Зарт Арн — принц могущественной Средне-Галактической империи, удалившийся от двора ради науки. Отец Зарт Арна, правитель империи Арн Аббас, стремится к миру между звёздными королевствами Галактики, но Шорр Кан, диктатор Лиги Тёмных миров, подрывает его усилия.
Рядом с базой приземляется корабль Облака. Облачники намереваются похитить Гордона, но на помощь приходит патруль Империи. Император приказывает вернуть принца в столицу Империи — планету Троон в системе Канопуса. Гордону, пообещавшему Зарту Арну никому не говорить об обмене телами, приходится играть роль принца. Зарт Арн готовится к династическому браку с правительницей Фомальгаута принцессой Лианной. Зарт договорился с Лианой, что их брак будет чисто формальным, но Гордон с первого взгляда влюбляется в принцессу, и та отвечает ему взаимностью. На следующий день командующий флотом Чен Корбуло разоблачает шпиона Облака, который под видом офицера Империи пытался передать Гордону некое прошение. В прошении оказывается письмо от Шорр Кана. Разгневанный Арн Аббас обвиняет сына в заговоре в пользу Облака и приказывает заточить его в темницу. Корбуло предлагает принцу бежать вместе с Лианной в Фомальгаут на борту крейсера «Маркаб». Гордон и Лианна соглашаются. На космодроме поднимается тревога: Арн Аббас убит, в убийстве обвиняется Зарт Арн. Гордон и Лианна хотят остаться на Трооне, но командир крейсера Терн Эльдред захватывает их и отвозит в Талларну, столицу Облака. Эльдред сообщает Гордону, что настоящий глава заговорщиков и убийца императора — Корбуло.
Лига готова начать завоевание Галактики. Шорр Кан предлагает «Зарт Арну» после победы стать номинальным правителем Галактики в обмен на секрет некоего таинственного оружия — «Разрушителя». Это оружие было создано две тысячи лет императором-изобретателем Бренном Биром, уничтожившим с его помощью не только захватчиков из Магелланова облака но и оккупированные ими системы. Сейчас этой тайной владеют только члены королевской династии. Гордон отказывается, несмотря на угрозу Шорр Кана применить мыслескоп, считывающий мысли но при этом разрушающего человеческий мозг. Потрясённый Шорр Кан объясняет пришедшему в себя Гордону, что мыслескоп с первых же секунд показал воспоминания об обмене телами. Диктатор повторяет Гордону своё предложение о номинальном правлении Галактикой. Тот решает обмануть Шорр Кана и заявляет, что он согласен, но Лига не примет его без секрета Разрушителя. Он предлагает диктатору тайно отвезти его на Землю, где он выведает секрет у Зарта Арна.
Шорр Канн посылает на Землю крейсер-призрак «Дендра». При встрече с имперским патрулём Гордон отключает завесу, однако в бою облачникам удаётся уничтожить патрульный крейсер. Они решают спрятать серьёзно пострадавшую «Дендру» на необитаемой планете в туманности Ориона и дождаться помощи. На планете облачники вступают в бой с мутировавшими людьми — обитателями планеты. Гордону удаётся обмануть охрану и послать радиосигнал, привлекший внимание имперской эскадры. Эскадра отбивает Гордона и Лианну у облачников и туземцев, беглецов переводят на линкор «Этне», где Корбуло приказывает немедленно их казнить. Гордон обвиняет Корбуло в измене, сеет сомнения у офицеров «Этне» и подбивает их на мятеж. В неразберихе Гордон убивает Корбуло. Представ перед старшим братом Джалом Арном, ставшим императором, он рассказывает правду, раскрывает заговор и доказывает свою невиновность.
Император, будучи тяжело раненным другим заговорщиком, успевает провозгласить Гордона регентом Империи и дать ему инструкции по применению Разрушителя.
Лига начинает войну. Гордон обещает послам звёздных королевств, что применит Разрушитель и те вступают в битву на стороне Империи. Флот Лиги вдвое превосходит силы Империи и союзников. Армады Лиги, используя новейшее оружие, рвутся к Канопусу. Гордон решается применить Разрушитель, переносит оборудование на борт «Этне» и, оставшись в одиночку против флотов Лиги, приводит Разрушитель в действие. Разрушитель уничтожает само пространство и буквально стирает большую часть флота Лиги. Угрожая страшным оружием, Гордон требует капитуляции Лиги. Шорр Кан гибнет от рук приближённых. Гордон приказывает «Этне» идти на Землю, где обменивается телами с Зартом Арном и возвращается в своё время.
Избавившись от «амнезии», Гордон снова приступает к работе счетоводом. Он, глядя ночью на звезды, тоскует по Лианне. Но однажды в его квартиру входит девушка Рут, чьё лицо — лицо впавшей в кому из-за безумия. Гордон, глядя на неё, видит, что её лицо вдруг становится прозрачным, открывая лицо Лианны. Принцесса Лианна обратилась к Зарт Арну, и ученый перенес её сознание в XX век, где она сумела воссоединиться со своим возлюбленным.

## Факты
- В СССР предпринимались неоднократные попытки издать роман «Звёздные короли». Например, такие попытки предпринимал И. А. Ефремов[1]. По некоторым сведениям, он написал «Туманность Андромеды» в качестве полемики с романом Э. М. Гамильтона, однако по идеологическим причинам роман Гамильтона долго не публиковался. Тем не менее, роман 20 лет распространялся в самиздате в черновом варианте перевода З. Бобырь[2]. Первая официальная публикация романа состоялась в журнале «Техника — молодежи», 1988, № 5—12. Текст перевода З. Бобырь был отредактирован М. Романенко. Публикация романа сопровождалась иллюстрациями художника Роберта Авотина.

## Публикации на русском языке
- Эдмонд Гамильтон. Звездные короли. Рассказы. — Молодая Гвардия, 1990. — 256 с. — 100 000 экз. — ISBN 5-235-01202-X.
- Эдмонд Гамильтон. Звездные короли. Возвращение к звездам. — Золотые Ворота, ПКП Янус, 1992. — 302 с. — (Звездная фантастика. Выпуск 1). — 100 000 экз. — ISBN 5-8257-0016-1.
- Эдмонд Гамильтон. Звездные короли. — Уфа: Издательство Башкирского РК КП РСФСР, 1991. — 256 с. — 100 000 экз. — ISBN 5-85215-004-5, 5-235-01202-X.
- Эдмонд Гамильтон. Звездные короли. — Кишинёв: Издательство «ЭЯ», 1993. — Составитель В. П. Кирчев (Зарубежная фантастика. Выпуск 22). — 512 с. — 52 000 экз. — ISBN 5-85268-051-6.